# Aphrodisium thibetanum
Aphrodisium thibetanum là một loài bọ cánh cứng trong họ Cerambycidae.